# Jack Taylor (trọng tài)
John Keith ("Jack") Taylor, OBE (21 tháng 4 năm 1930 – 27 tháng 7 năm 2012) là một cựu trọng tài bóng đá người Anh, nổi tiếng vì đã bắt chính trận chung kết Giải vô địch bóng đá thế giới 1974 nơi mà ông đã phạt hai quả penalty trong vòng 30 phút đầu trận đấu.

## Sự nghiệp trọng tài
Taylor hành nghề trọng tài trong 33 năm, bắt hơn 1.000 trận đấu, trong đó có hơn 100 trận đấu quốc tế diễn ra ở 60 quốc gia; Taylor được bắt các trận đấu tại FIFA World Cup vào năm 1970, tại trận đấu giữa Italy và Thuỵ Điển. Ông lại được chọn làm trọng tài cho vòng chung kết Cúp thế giới năm 1974.